# Asimoneura stroblii
Asimoneura stroblii är en tvåvingeart som beskrevs av Leander Czerny 1909. Asimoneura stroblii ingår i släktet Asimoneura och familjen borrflugor. Inga underarter finns listade.